# Owen Hart
Owen James Hart (n. 7 mai 1965, Calgary - d. 23 mai 1999 Kansas City, Missouri) a fost un wrestler canadian din divizia WWF, fratele lui Bret Hart. A murit din cauza unei căzături de la înălțime în timpul intrării sale în ring la PPV-ul Over the Edge 1999.